# 凯·皮蒂耶尔维
凯·皮蒂耶尔维（芬蘭語：Kai Pirttijärvi，？—），芬兰男子田径运动员。他曾代表芬兰参加1988年夏季残疾人奥林匹克运动会田径比赛，获得男子1500米A6A8A9L4级银牌、男子800米A6A8A9L4级第六名和男子5000米A6A8A9L4级第六名。